# Ehretia keyensis
Ehretia keyensis är en strävbladig växtart som beskrevs av Otto Warburg. Ehretia keyensis ingår i släktet Ehretia och familjen strävbladiga växter. Inga underarter finns listade i Catalogue of Life.